# María Josefa Canellada
María Josefa Canellada  (* 12. November 1912 in Infiesto (Piloña); † 7. Mai 1995 in Madrid) war eine spanische Autorin, Romanistin  und Hispanistin.

## Leben und Werk
María Josefa Canellada Llavona promovierte 1943 in Madrid bei Dámaso Alonso mit der Arbeit El bable de Cabranes (Madrid 1944, Oviedo 1996). 1946 heiratete sie Alonso Zamora Vicente und lehrte von 1946 bis 1948 zur gleichen Zeit wie ihr Ehemann an der Universität Salamanca. Von 1948 bis 1952 war sie mit ihrem Mann in Buenos Aires. Von 1952 bis 1958 lehrte sie wieder in Salamanca. Dann übernahm sie verschiedene Lehrtätigkeiten am Colegio de México, am Middlebury College, an der Universität Complutense Madrid (1970–1983) und an der Universität Kopenhagen (1981). Von 1979 bis 1988 erarbeitete sie die 4. Auflage des Diccionario manual der Real Academia Española.

María Josefa Canellada tat sich auch als Autorin von Kinderbüchern in spanischer und (erstmals) asturischer Sprache hervor. Ein asturischer Kinderbuchpreis trägt ihren Namen.

María Josefa Canellada wurde 1981 Mitglied der neu gegründeten Academia de la Llingua Asturiana und 1986 Korrespondierendes Mitglied der Real Academia Española.  In der Gemeinde Corvera wurde eine Straße nach ihr benannt.

## Weitere Werke
- (mit Armando de Lacerda) Comportamientos tonales vocálicos en español y portugués, Madrid 1945
- Penal de Ocaña, Madrid 1965, 1985
- Antología de textos fonéticos, Madrid 1965, 1972 (Vorwort von Tomás Navarro Tomás)
- (Hrsg.) Lucas Fernández, Farsas y églogas, Madrid 1976
- Cuentos populares asturianos, Salinas 1978
- (Hrsg.) Marqués de Santillana,  Refranero, Madrid 1980
- Leyendas, cuentos y tradiciones, Oviedo 1983
- (mit John Kuhlmann Madsen) Pronunciación del español. Lengua hablada y literaria, Madrid 1987
- (mit Berta Pallares) Refranes. 700 refranes españoles con sus correspondientes daneses, Kopenhagen 1997
- (mit Berta Pallares) Refranero español. Refranes, clasificación, significación y uso,  Madrid 2001
- Antoloxía lliteraria, hrsg. von  Maria del Pilar Fernández González, Gijón 2002